# Halysidota meridionalis
Halysidota meridionalis là một loài bướm đêm thuộc phân họ Arctiinae, họ Erebidae.